# 210.º Grupo de Ensayo Operacional
El 210.º Grupo de Ensayo Operacional (Erprobungs-Gruppe 210) fue una unidad militar de la Luftwaffe durante la Segunda Guerra Mundial.

## Historia
Formado el 1 de julio de 1940 en Colonia-Ostheim. El 24 de abril de 1941 es redesignado al I Grupo/210.ª Escuadra de Bombardeo Rápido.

## Comandantes del Grupo
- Capitán Walter Rubensdörffer: (julio de 1940 – 15 de agosto de 1940)
- Capitán Hans von Boltenstern: (16 de agosto de 1940 – 4 de septiembre de 1940)
- Capitán Martin Lutz: (5 de septiembre de 1940 – 27 de septiembre de 1940)
- Teniente coronel Otto Hintze: (27 de septiembre de 1940 – octubre de 1940)
- Mayor Wilhelm-Otto Lessmann: (octubre de 1940 – abril de 1941)

Formado el 1 de julio de 1940 en Colonia-Ostheim con:
- Grupo de Estado Mayor/210.º Grupo de Ensayo Operacional
- 1.ª Escuadra/210.º Grupo de Ensayo Operacional desde la 1.ª Escuadra/1.ª Escuadra de Caza Pesado con Bf 110C
- 2.ª Escuadra/210.º Grupo de Ensayo Operacional desde la 3.ª Escuadra/77.ª Escuadra de Bombardeo en Picado con Bf 110D
- 3.ª Escuadra/210.º Grupo de Ensayo Operacional desde la 4.ª Escuadra/186.º Grupo de Transporte con Bf 109E

- El 24 de abril de 1941 es redesignado al I Grupo/210.ª Escuadra de Bombardeo Rápido:

- Grupo de Estado Mayor/210.º Grupo de Ensayo Operacional como el Grupo de Estado Mayor/I Grupo/210.ª Escuadra de Bombardeo Rápido
- 1.ª Escuadra/210.º Grupo de Ensayo Operacional como la 1.ª Escuadra/210.ª Escuadra de Bombardeo Rápido
- 2.ª Escuadra/210.º Grupo de Ensayo Operacional como la 2.ª Escuadra/210.ª Escuadra de Bombardeo Rápido
- 3.ª Escuadra/210.º Grupo de Ensayo Operacional como la 3.ª Escuadra/210.ª Escuadra de Bombardeo Rápido

## Bases
| 1 de julio de 1940 – 10 de julio de 1940    | Colonia-Ostheim | Bf 110C, Bf 110D y el Bf 109E |
| 10 de julio de 1940 – 22 de febrero de 1941 | Denain*         | Bf 110C, Bf 110D y el Bf 109E |
| 22 de febrero de 1941 – 8 de marzo de 1941  | Ursel           | Bf 110C, Bf 110D y el Bf 109E |
| 8 de marzo de 1941 – 4 de abril de 1941     | Wevelghem       | Bf 110C, Bf 110D y el Bf 109E |
| 4 de abril de 1941 – 24 de abril de 1941    | Abbeville       | Bf 110C, Bf 110D y el Bf 109E |

- Calais-Marck fue utilizado más adelante como aeródromo.